# Bystrzyk Georgetta
Bystrzyk Georgetta (Hyphessobrycon georgettae) – gatunek słodkowodnej ryby kąsaczokształtnej z rodziny kąsaczowatych (Characidae). Hodowana w akwariach.

## Występowanie
Ameryka Południowa: Surinam.

## Opis
Samce osiągają długość około 3,2 cm. Zalecana temperatura wody w akwarium od 23 do 27 °C.